# Études traditionnelles
Études traditionnelles (1936-1992) est une revue française créée par René Guénon, succédant au Voile d'Isis (revue créée en 1889) et paraissant à Paris chez Chacornac. 
Cette revue se présente comme une « publication exclusivement réservée aux doctrines ésotériques et métaphysiques d'Orient et d’Occident ». Elle fut le lieu privilégié de publication d'articles de René Guénon et de ses collaborateurs et correspondants.
Le premier numéro paraît en janvier 1936 et la revue disparaît avec le numéro d'octobre/décembre 1992. D'abord mensuelle, puis trimestrielle, la revue a cessé de paraître momentanément durant la Seconde Guerre mondiale entre juin 1940 et octobre/novembre 1945.

## Contributeurs
- Luc Benoist
- Jean Borella
- Titus Burckhardt
- Jean Canteins
- Paul Chacornac
- Ananda Coomaraswamy
- Gaston Georgel
- Pierre Grison
- René Guénon
- Elie Lemoine
- Jacques Lionnet
- Matgioi
- Mario Meunier
- Yves Millet
- Marco Pallis
- Pierre Ponsoye
- André Préau
- Emile Restanque
- Jean Reyor
- Denys Roman
- Jean Saunier
- Léo Schaya
- Frithjof Schuon
- Jean Thamar
- Gonzague Truc
- Michel Vâlsan [2]
- Paul Vulliaud
- Léopold Ziegler

## Numéros spéciaux
- « Numéro spécial sur le Tantrisme hindou », no 212-213, août-septembre, 1937.
- « Numéro spécial sur le Soufisme », no 224-225, août-septembre, 1938.
- « Numéro spécial sur le Folklore », no 236-237-238, août, septembre, octobre, 1939.
- « Numéro spécial consacré à René Guénon », no 293-295, 1951 ; rééd. (reproduction en fac-similé), Paris, Éditions traditionnelles, 1999.